# Bilopil, Novhorodka
Bilopil (în ucraineană Білопіль) este un sat în comuna Petrokorbivka din raionul Novhorodka, regiunea Kirovohrad, Ucraina.

## Demografie
Componența lingvistică a localității Bilopil
     Ucraineană (97,73%)
     Rusă (2,27%)
Conform recensământului din 2001, majoritatea populației localității Bilopil era vorbitoare de ucraineană (97,73%), existând în minoritate și vorbitori de rusă (2,27%).